# Selección de fútbol sub-20 de Panamá
La Selección de fútbol sub-20 de Panamá es el equipo que representa al país en la Copa Mundial de Fútbol Sub-20 y en el Campeonato Sub-20 de la Concacaf, y es controlada por la Federación Panameña de Fútbol.

## Historia

### 1954-1964: Los inicios
La selección juvenil panameña fue invitada a participar de la edición inaugural del Campeonato Sudamericano de Fútbol Sub-20, disputado en Caracas, Venezuela en 1954. Panamá fue colocado en el Grupo B con las selecciones de Brasil, Perú y Paraguay. Panamá perdió sus tres partidos, 4-1 ante Brasil, 9-1 ante Paraguay (que a día de hoy es el peor resultado de la selección Sub-20 en toda su historia) y 4-2 ante Perú. Panamá también participó en los dos primeros campeonatos sub-20 de la Concacaf, siendo anfitrión en uno de estos.

### 1965-2001: La época perdida
A día de hoy, se desconoce el motivo por el cual Panamá no continuó participando en los torneos sub-20 de la Concacaf. Fue recién para el Torneo Sub-20 de la Concacaf 1994 que Panamá volvió a participar en torneos de esta índole, acabando con la sequía de 30 años de no participaciones. Fue sino hasta 2003 que Panamá pudo encontrar mejores resultados a nivel regional.

### 2003-2007: El debut y las participaciones consecutivas en la Copa Mundial
Panamá no participó en ninguna de las 13 ediciones previas de la Copa Mundial de Fútbol Juvenil. La primera aparación de la selección nacional fue en la Copa Mundial de Fútbol Juvenil de 2003, celebrada en Emiratos Árabes Unidos. Panamá se clasificó al mundial como líder de su grupo en el Torneo Sub-20 de la Concacaf 2003, tras vencer a las selecciones de México, Cuba y Guatemala. El plantel dirigido por el experimentado técnico Gary Stempel, fue emparejado en el Grupo A, con las selecciones de Emiratos Árabes Unidos, Eslovaquia y Burkina Faso. El debut de la selección panameña en un mundial de fútbol sub-20 fue ante Burkina Faso.
| 28 de noviembre de 2003 | Panamá | 0:1 (0:0) | Burkina Faso | Estadio Mohammed Bin Zayed, Abu Dabi                       |                                                            |
| 20:30                   |        | Reporte   | Bancé 81'    | Asistencia: 4,500 espectadores Árbitro(s): Roberto Rosetti | Asistencia: 4,500 espectadores Árbitro(s): Roberto Rosetti |

El siguiente partido fue ante el conjunto de los anfitriones emiratíes, que finalizó con derrota de 2-1. Fue en este partido que Panamá anotó su primer gol en la competición, Armando Gun quien se llevó los honores y dejando su huella en la historia de la Federación Panameña de Fútbol. Panamá cerró su participación ante Eslovaquia, cayendo por la mínima con marcador de 1-0 y de paso, convirtiéndose en la peor selección del torneo con 3 derrotas, 1 gol anotado y 4 recibidos.
Tras los resultados obtenidos en el proceso anterior, el exjugador y leyenda nacional Víctor Mendieta fue asignado como nuevo director técnico para los próximos torneos. Panamá se clasificó para la Copa Mundial de Fútbol Juvenil de 2005, tras quedar en segundo lugar del Grupo A en el Torneo Sub-20 de la Concacaf 2005, con un empate ante Costa Rica 1-1, derrota ante Estados Unidos 2-0 y victoria ante Trinidad y Tobago 3-1. Panamá fue asignado al grupo B con las selecciones de Ucrania, Turquía y China. Panamá perdió sus tres partidos, 3-1 ante Ucrania, 1-0 ante Turquía y 4-1 ante China respectivamente.
Empezaba el año 2006 y era tiempo de un nuevo proceso. Sería el exjugador y leyenda, Julio Dely Valdés a los mandos de la selección. Panamá se clasificó a la Copa Mundial de Fútbol Sub-20 de 2007 tras quedar como subcampeón del Grupo A en el Torneo Sub-20 de la Concacaf 2007 con un empate 1-1 ante Guatemala, victoria 3-2 ante Haití y una estrepitosa derrota de 5-0 ante los Estados Unidos en suelo panameño. En el sorteo del mundial, Panamá fue colocado en el grupo E con las selecciones de Argentina, República Checa y Corea del Norte. El partido debut fue ante la selección norcoreana, que terminó en un empate 0-0. Tras este resultado, esta fue la primera en su historia que Panamá logró sumar un punto en la competición. Luego, la selección cayó ante la eventual campeona Argentina por 6-0 y se despidió del torneo con una derrota de 2-1 ante la posterior subcampeona, República Checa. Fue Nelson Barahona el anotador del gol en aquel encuentro, y el único anotador de Panamá en esta edición.

### 2008-2018: Aciertos y desaciertos, participaciones intermitentes
La selección panameña no se pudo clasificar para la Copa Mundial de Fútbol Sub-20 de 2009, pero sí lo pudo hacer para la edición en 2011, tras quedar en cuarto lugar en el Campeonato Sub-20 de la Concacaf de 2011. En esta edición, Panamá fue asignado al grupo E, junto a las selecciones de Austria, Egipto y Brasil. El único resultado favorable en esta edición fue un empate 0-0 ante la selección de Austria, sumando su segundo empate en su historial mundialista hasta ese momento. Sus últimos dos partidos los perdió 1-0 ante Egipto y una derrota por goleada de 4-0 ante Brasil.
Panamá tampoco clasificó para la Copa Mundial de Fútbol Sub-20 de 2013 en Turquía. En la próxima edición, Panamá se pudo clasificar a la Copa Mundial de Fútbol Sub-20 de 2015 organizada en Nueva Zelanda, tras quedar como subcampeón en el Campeonato Sub-20 de la Concacaf de 2015, disputado en Jamaica. A los mandos, estaría el director técnico argentino Leonardo Pipino. Panamá fue asignado al grupo B, con sus similares de Argentina, Austria y la selección de Ghana. Panamá abrió esta edición con un empate 2-2 ante Argentina, en un partido muy recordado por el gol que marcó Fidel Escobar al minuto 84. El próximo partido fue una derrota de 2-1 ante Austria y cerraría esta edición con una derrota de 1-0 ante Ghana. En cuanto a los resultados obtenidos, esta fue la mejor edición de Panamá hasta ese momento.
Panamá estuvo a un gol de clasificarse a la Copa Mundial de Fútbol Sub-20 de 2017, tras la derrota ante Honduras 2-0 y el empate ante Costa Rica por 1-1. La selección tuvo que esperar al torneo del próximo año, que definiría a los clasificados a la Copa Mundial de Fútbol Sub-20 de 2019.

### Copa Mundial Sub-20 de 2019
La selección panameña se clasificó a la Copa Mundial de Fútbol Sub-20 de 2019 en Polonia tras haber finalizado en tercer lugar en el Campeonato Sub-20 de la Concacaf de 2018, nuevamente con Jorge Dely Valdés a la cabeza, esta sería su tercera vez como director técnica de la selección. El sorteo realizado en Gdynia determinó que Panamá iría al grupo E, junto a las selecciones de Francia, Malí y Arabia Saudita.
Panamá debutaría ante Malí en Bydgoszcz, en lo que sería un partido parejo y cerrado entre ambas selecciones. Fue Malí que abrió el marcador en el primer tiempo, pero a escasos minutos del pitazo final, Panamá recibió un penal a favor. Diego Valanta fue quien terminó anotando el gol que le daría el primer punto a Panamá en su regreso al Mundial Sub-20.
| 25 de mayo de 2019, 18:00 | Panamá             | 1:1 (0:1) | Malí      | Estadio Zdzisław Krzyszkowiak, Bydgoszcz               |                                                        |
|                           | Valanta 87' (pen.) | Reporte   | Konte 39' | Asistencia: 2002 espectadores Árbitro(s): Davide Massa | Asistencia: 2002 espectadores Árbitro(s): Davide Massa |

El próximo partido sería ante la selección de Francia. Los franceses venían de ganarle a Arabia Saudita por 2-0.
| 28 de mayo de 2019, 18:00 | Panamá | 0:2 (0:1) | Francia                    | Estadio Zdzisław Krzyszkowiak, Bydgoszcz                  |                                                           |
|                           |        | Reporte   | Zagadou 44' · Cuisance 52' | Asistencia: 5656 espectadores Árbitro(s): Leodán González | Asistencia: 5656 espectadores Árbitro(s): Leodán González |

Tras la adversidad ante el conjunto francés, Panamá necesitaba la victoria para tener posibilidades de avanzar a la segunda fase de la competición, que hasta ese momento, nunca lo había conseguido. El último partido en fase de grupos sería ante la selección de Arabia Saudita.
| 31 de mayo de 2019, 18:00                               | Arabia Saudita  | 1:2 (0:1) | Panamá                    | Estadio Zdzisław Krzyszkowiak, Bydgoszcz               |                                                        |
|                                                         | Al-Buraikan 53' | Reporte   | McKenzie 7' · Valanta 78' | Asistencia: 3305 espectadores Árbitro(s): Ndala Ngambo | Asistencia: 3305 espectadores Árbitro(s): Ndala Ngambo |
| Primera clasificación de Panamá a los octavos de final. |                 |           |                           |                                                        |                                                        |

Por primera vez en su historia, Panamá ganó un partido en la Copa Mundial de Fútbol Sub-20, resultado que también le bastaría para meterse en los octavos de final de la competición. Tras la confirmación de todos los terceros lugares, las combinaciones de los emparejamientos determinaron que Panamá se enfrentaría al primero del grupo D, que en este caso sería la selección de Ucrania.
| 3 de junio de 2019, 17:30                                | Ucrania                                   | 4:1 (3:0) | Panamá     | Estadio Municipal, Tychy                                  |                                                           |
|                                                          | Sikan 23' 45+1' · Popov 41' · Buletsa 83' | Reporte   | Walker 50' | Asistencia: 7219 espectadores Árbitro(s): Leodán González | Asistencia: 7219 espectadores Árbitro(s): Leodán González |
| Primera clasificación de Ucrania a los cuartos de final. |                                           |           |            |                                                           |                                                           |

Con esta derrota, Panamá se despidió de su participación más exitosa en el Mundial Sub-20 hasta el momento.

### 2020-presente: Altibajos y clasificación a la Copa Mundial Sub-20 de 2025
En el Campeonato Sub-20 de la Concacaf de 2022, Panamá no se pudo clasificar a la Copa Mundial de Fútbol Sub-20 de 2023, tras perder en cuartos de final 2-1 ante Honduras, que era el partido que necesitaba ganar para clasificarse a esa edición. Pero sí pudo clasificarse para la Copa Mundial de Fútbol Sub-20 de 2025, que se disputará en Chile.

## Estadísticas
Actualizadas hasta el 31 de enero de 2025.

### Copa Mundial de Fútbol Sub-20
| Edición              | Resultado        | PJ           | PG           | PE           | PP           | GF           | GC           | Dif.         |              |
| -------------------- | ---------------- | ------------ | ------------ | ------------ | ------------ | ------------ | ------------ | ------------ | ------------ |
| Túnez 1977           | No clasificó     | No clasificó | No clasificó | No clasificó | No clasificó | No clasificó | No clasificó | No clasificó | No clasificó |
| Japón 1979           | No clasificó     | No clasificó | No clasificó | No clasificó | No clasificó | No clasificó | No clasificó | No clasificó | No clasificó |
| Australia 1981       | No clasificó     | No clasificó | No clasificó | No clasificó | No clasificó | No clasificó | No clasificó | No clasificó | No clasificó |
| México 1983          | No clasificó     | No clasificó | No clasificó | No clasificó | No clasificó | No clasificó | No clasificó | No clasificó | No clasificó |
| Unión Soviética 1985 | No clasificó     | No clasificó | No clasificó | No clasificó | No clasificó | No clasificó | No clasificó | No clasificó | No clasificó |
| Chile 1987           | No clasificó     | No clasificó | No clasificó | No clasificó | No clasificó | No clasificó | No clasificó | No clasificó | No clasificó |
| Arabia Saudita 1989  | No clasificó     | No clasificó | No clasificó | No clasificó | No clasificó | No clasificó | No clasificó | No clasificó | No clasificó |
| Portugal 1991        | No clasificó     | No clasificó | No clasificó | No clasificó | No clasificó | No clasificó | No clasificó | No clasificó | No clasificó |
| Australia 1993       | No clasificó     | No clasificó | No clasificó | No clasificó | No clasificó | No clasificó | No clasificó | No clasificó | No clasificó |
| Catar 1995           | No clasificó     | No clasificó | No clasificó | No clasificó | No clasificó | No clasificó | No clasificó | No clasificó | No clasificó |
| Malasia 1997         | No clasificó     | No clasificó | No clasificó | No clasificó | No clasificó | No clasificó | No clasificó | No clasificó | No clasificó |
| Nigeria 1999         | No clasificó     | No clasificó | No clasificó | No clasificó | No clasificó | No clasificó | No clasificó | No clasificó | No clasificó |
| Argentina 2001       | No clasificó     | No clasificó | No clasificó | No clasificó | No clasificó | No clasificó | No clasificó | No clasificó | No clasificó |
| E.A.U. 2003          | Primera fase     | 3            | 0            | 0            | 3            | 1            | 4            | -3           |              |
| Países Bajos 2005    | Primera fase     | 3            | 0            | 0            | 3            | 2            | 8            | -6           |              |
| Canadá 2007          | Primera fase     | 3            | 0            | 1            | 2            | 1            | 8            | -7           |              |
| Egipto 2009          | No clasificó     | No clasificó | No clasificó | No clasificó | No clasificó | No clasificó | No clasificó | No clasificó | No clasificó |
| Colombia 2011        | Primera fase     | 3            | 0            | 1            | 2            | 0            | 5            | -5           |              |
| Turquía 2013         | No clasificó     | No clasificó | No clasificó | No clasificó | No clasificó | No clasificó | No clasificó | No clasificó | No clasificó |
| Nueva Zelanda 2015   | Primera fase     | 3            | 0            | 1            | 2            | 3            | 5            | -2           |              |
| Corea del Sur 2017   | No clasificó     | No clasificó | No clasificó | No clasificó | No clasificó | No clasificó | No clasificó | No clasificó | No clasificó |
| Polonia 2019         | Octavos de final | 4            | 1            | 1            | 2            | 4            | 8            | -1           |              |
| Argentina 2023       | No clasificó     | No clasificó | No clasificó | No clasificó | No clasificó | No clasificó | No clasificó | No clasificó | No clasificó |
| Chile 2025           | Clasificado      | Clasificado  | Clasificado  | Clasificado  | Clasificado  | Clasificado  | Clasificado  | Clasificado  |              |
| Total                | 8/24             | 19           | 1            | 4            | 14           | 11           | 38           | -27          |              |

### Campeonato Sub-20 de la Concacaf
| Edición                            | Resultado        | PJ           | PG           | PE           | PP           | GF           | GC           |
| ---------------------------------- | ---------------- | ------------ | ------------ | ------------ | ------------ | ------------ | ------------ |
| Panamá 1962                        | Primera fase     | 3            | 0            | 2            | 1            | 3            | 4            |
| Guatemala 1964                     | Primera fase     | 3            | 0            | 1            | 2            | 3            | 8            |
| Cuba 1970                          | No participó     | No participó | No participó | No participó | No participó | No participó | No participó |
| México 1973                        | No participó     | No participó | No participó | No participó | No participó | No participó | No participó |
| Canadá 1974                        | No participó     | No participó | No participó | No participó | No participó | No participó | No participó |
| Puerto Rico 1976                   | No participó     | No participó | No participó | No participó | No participó | No participó | No participó |
| Honduras 1978                      | No participó     | No participó | No participó | No participó | No participó | No participó | No participó |
| Estados Unidos 1980                | No participó     | No participó | No participó | No participó | No participó | No participó | No participó |
| Guatemala 1982                     | No participó     | No participó | No participó | No participó | No participó | No participó | No participó |
| Trinidad y Tobago 1984             | No participó     | No participó | No participó | No participó | No participó | No participó | No participó |
| Trinidad y Tobago 1986             | No participó     | No participó | No participó | No participó | No participó | No participó | No participó |
| Guatemala 1988                     | No participó     | No participó | No participó | No participó | No participó | No participó | No participó |
| Guatemala 1990                     | No participó     | No participó | No participó | No participó | No participó | No participó | No participó |
| Canadá 1992                        | No participó     | No participó | No participó | No participó | No participó | No participó | No participó |
| Honduras 1994                      | No clasificó     | No clasificó | No clasificó | No clasificó | No clasificó | No clasificó | No clasificó |
| México 1996                        | No participó     | No participó | No participó | No participó | No participó | No participó | No participó |
| Trinidad y Tobago & Guatemala 1998 | No clasificó     | No clasificó | No clasificó | No clasificó | No clasificó | No clasificó | No clasificó |
| Canadá & Trinidad y Tobago 2001    | No clasificó     | No clasificó | No clasificó | No clasificó | No clasificó | No clasificó | No clasificó |
| Panamá & Estados Unidos 2003       | Clasificado      | 3            | 3            | 0            | 0            | 5            | 1            |
| Estados Unidos & Honduras 2005     | Clasificado      | 3            | 1            | 1            | 1            | 4            | 4            |
| Panamá & México 2007               | Clasificado      | 3            | 1            | 1            | 1            | 4            | 8            |
| Trinidad y Tobago 2009             | No clasificó     | No clasificó | No clasificó | No clasificó | No clasificó | No clasificó | No clasificó |
| Guatemala 2011                     | Cuarto lugar     | 5            | 2            | 1            | 2            | 6            | 6            |
| México 2013                        | Cuartos de final | 3            | 2            | 0            | 1            | 9            | 3            |
| Jamaica 2015                       | Subcampeón       | 6            | 5            | 1            | 0            | 10           | 1            |
| Costa Rica 2017                    | Quinto lugar     | 5            | 3            | 1            | 1            | 9            | 4            |
| Estados Unidos 2018                | Tercer lugar     | 7            | 6            | 1            | 0            | 20           | 5            |
| Honduras 2022                      | Cuartos de final | 5            | 2            | 1            | 2            | 8            | 5            |
| México 2024                        | Tercer lugar     | 5            | 3            | 1            | 1            | 10           | 5            |
| Total                              | 12/29            | 51           | 28           | 11           | 12           | 91           | 54           |

### Campeonatos y eliminatorias UNCAF Sub-20
| Eliminatoria 1993 | Primera fase                                          | 2                                                     | 0                                                     | 0                                                     | 2                                                     | 0                                                     | 14                                                    |                                                       |                                                       |
| Eliminatoria 1995 | No participó                                          | No participó                                          | No participó                                          | No participó                                          | No participó                                          | No participó                                          | No participó                                          | No participó                                          | No participó                                          |
| Eliminatoria 1997 | Primera fase                                          | 4                                                     | 1                                                     | 1                                                     | 2                                                     | 7                                                     | 7                                                     |                                                       |                                                       |
| Panamá 2000       | Cuarto lugar                                          | 5                                                     | 3                                                     | 0                                                     | 2                                                     | 9                                                     | 4                                                     |                                                       |                                                       |
| Eliminatoria 2002 | No participó, fue anfitrión para el Campeonato Sub-20 | No participó, fue anfitrión para el Campeonato Sub-20 | No participó, fue anfitrión para el Campeonato Sub-20 | No participó, fue anfitrión para el Campeonato Sub-20 | No participó, fue anfitrión para el Campeonato Sub-20 | No participó, fue anfitrión para el Campeonato Sub-20 | No participó, fue anfitrión para el Campeonato Sub-20 | No participó, fue anfitrión para el Campeonato Sub-20 | No participó, fue anfitrión para el Campeonato Sub-20 |
| Costa Rica 2004   | Segundo lugar                                         | 5                                                     | 3                                                     | 0                                                     | 2                                                     | 9                                                     | 4                                                     |                                                       |                                                       |
| Eliminatoria 2006 | No participó, fue anfitrión para el Campeonato Sub-20 | No participó, fue anfitrión para el Campeonato Sub-20 | No participó, fue anfitrión para el Campeonato Sub-20 | No participó, fue anfitrión para el Campeonato Sub-20 | No participó, fue anfitrión para el Campeonato Sub-20 | No participó, fue anfitrión para el Campeonato Sub-20 | No participó, fue anfitrión para el Campeonato Sub-20 | No participó, fue anfitrión para el Campeonato Sub-20 | No participó, fue anfitrión para el Campeonato Sub-20 |
| Guatemala 2008    | Cuarto lugar                                          | 5                                                     | 2                                                     | 0                                                     | 3                                                     | 9                                                     | 10                                                    |                                                       |                                                       |
| Panamá 2010       | Ganador grupo B                                       | 2                                                     | 2                                                     | 0                                                     | 0                                                     | 2                                                     | 0                                                     |                                                       |                                                       |
| Guatemala 2012    | Segundo lugar grupo B                                 | 2                                                     | 1                                                     | 0                                                     | 1                                                     | 4                                                     | 4                                                     |                                                       |                                                       |
| El Salvador 2014  | Campeón                                               | 6                                                     | 5                                                     | 0                                                     | 1                                                     | 18                                                    | 7                                                     |                                                       |                                                       |
| Panamá 2016       | Cuarto lugar                                          | 4                                                     | 1                                                     | 1                                                     | 2                                                     | 7                                                     | 4                                                     |                                                       |                                                       |
| Total             | 9/12                                                  | 35                                                    | 18                                                    | 2                                                     | 15                                                    | 65                                                    | 54                                                    |                                                       |                                                       |

### Torneo Sub-19 de la UNCAF
| Edición       | Resultado    | PJ | PG | PE | PP | GF | GC |
| ------------- | ------------ | -- | -- | -- | -- | -- | -- |
| Honduras 2018 | Subcampeón   | 6  | 5  | 0  | 1  | 15 | 6  |
| Belice 2022   | Tercer lugar | 4  | 1  | 3  | 0  | 9  | 7  |
| Honduras 2024 | Tercer lugar | 4  | 3  | 1  | 0  | 8  | 0  |
| Total         | 3/3          | 14 | 9  | 4  | 1  | 32 | 13 |

## Partidos
| Fecha      | Ciudad      | Competición                   | Racha       | Local          |                           | Resultado      |                          | Visitante     |
| ---------- | ----------- | ----------------------------- | ----------- | -------------- | ------------------------- | -------------- | ------------------------ | ------------- |
| 19/1/2024  | Tegucigalpa | Torneo UNCAF 2024             | Sí          | El Salvador    | Bandera de El Salvador    | 0:3 (0:0)      | Bandera de Panamá        | Panamá        |
| 21/1/2024  | Tegucigalpa | Torneo UNCAF 2024             | Sí          | Nicaragua      | Bandera de Nicaragua      | 0:4 (0:2)      | Bandera de Panamá        | Panamá        |
| 23/1/2024  | Tegucigalpa | Torneo UNCAF 2024             | Sí          | Honduras       | Bandera de Honduras       | 0:1 (0:1)      | Bandera de Panamá        | Panamá        |
| 25/1/2024  | Tegucigalpa | Torneo UNCAF 2024             |             | Panamá         | Bandera de Panamá         | 0:0 (0:3 pen.) | Bandera de Guatemala     | Guatemala     |
| 21/7/2024  | Irapuato    | Campeonato Sub-20 de Concacaf | Sí          | Guatemala      | Bandera de Guatemala      | 0:3 (0:3)      | Bandera de Panamá        | Panamá        |
| 24/7/2024  | Irapuato    | Campeonato Sub-20 de Concacaf | Sí          | Haití          | Bandera de Haití          | 1:3 (0:3)      | Bandera de Panamá        | Panamá        |
| 27/7/2024  | Irapuato    | Campeonato Sub-20 de Concacaf |             | México         | Bandera de México         | 1:1 (0:1)      | Bandera de Panamá        | Panamá        |
| 30/7/2024  | León        | Campeonato Sub-20 de Concacaf | Sí          | Panamá         | Bandera de Panamá         | 2:1 (0:0)      | Bandera de Canadá        | Canadá        |
| 2/8/2024   | León        | Campeonato Sub-20 de Concacaf | No          | Estados Unidos | Bandera de Estados Unidos | 2:1 (1:0)      | Bandera de Panamá        | Panamá        |
| 27/7/2025  | Cali        | Partido amistoso              | Sin cambios | Colombia       | Bandera de Colombia       | 0:0            | Bandera de Panamá        | Panamá        |
| 30/7/2025  | Cali        | Partido amistoso              | No          | Colombia       | Bandera de Colombia       | 1:0 (0:0)      | Bandera de Panamá        | Panamá        |
| 27/9/2025  | Valparaíso  | Copa Mundial de Fútbol Sub-20 | {{}}        | Paraguay       | Bandera de Paraguay       | :              | Bandera de Panamá        | Panamá        |
| 30/09/2025 | Valparaíso  | Copa Mundial de Fútbol Sub-20 | {{}}        | Panamá         | Bandera de Panamá         | :              | Bandera de Ucrania       | Ucrania       |
| 3/10/2025  | Valparaíso  | Copa Mundial de Fútbol Sub-20 | {{}}        | Panamá         | Bandera de Panamá         | :              | Bandera de Corea del Sur | Corea del Sur |

## Convocados
Lista de jugadores convocados para disputar el  Premundial 2022 .
| N.º  | Nombre             | Posición      | Edad    | Club                   |
| ---- | ------------------ | ------------- | ------- | ---------------------- |
| 2    | Xavier Cruz        | Portero       | 21 años | San Francisco FC       |
| 1    | Miguel Ángel Pérez | Portero       | 22 años | Sporting San Miguelito |
| 3    | Aimar Modelo       | Defensa       | 20 años | CA Independiente       |
| 4    | Omar Valencia      | Defensa       | 21 años | CD Plaza Amador        |
| 5    | Humberto Ramos     | Defensa       | 21 años | Sporting SM            |
| 6    | Dereck Briceño     | Defensa       | 21 años | CD Plaza Amador        |
| 7    | Christian Ruíz     | Defensa       | 22 años | Potros del Este        |
| 8    | Omar Alba          | Defensa       | 21 años | CD Plaza Amador        |
| 12   | Edward Cedeño      | Mediocampista | 22 años | Potros del Este        |
| 9    | Rodolfo Vega       | Mediocampista | 22 años | CD Plaza Amador        |
| 11   | Nicholás Anderson  | Mediocampista | 22 años | Tauro FC               |
| 13   | Rodrigo Tello      | Mediocampista | 21 años | Potros del Este        |
| 14   | Reymundo Williams  | Mediocampista | 21 años | SC Lusitânia           |
| 10   | Rafael Mosquera    | Mediocampista | 20 años | CD Plaza Amador        |
| 15   | Leonel Tejada      | Delantero     | 22 años | CD Plaza Amador        |
| 18   | Ricardo Gorday     | Delantero     | 20 años | Tauro FC               |
| 16   | Javier Betegón     | Delantero     | 22 años | CD Nacional            |
| 17   | Keny Bonilla       | Delantero     | 22 años | San Francisco FC       |
|      | Carlos Rivera      | Delantero     | 22 años | Maccabi Tel Aviv       |
|      | Kevin Garrido      | Delantero     | 22 años | Herrera FC             |
| D.T. | Ángel Sánchez      | Entrenador    | 47 años |                        |

## Entrenadores

### Listado desde 2002
| Nombre               | Periodo       | País                                      |
| -------------------- | ------------- | ----------------------------------------- |
| Gary Stempel         | 2002 - 2003   | Bandera de Panamá · Bandera de Inglaterra |
| Víctor Mendieta      | 2004 - 2005   | Bandera de Panamá                         |
| Julio Dely Valdés    | 2006 - 2007   | Bandera de Panamá                         |
| Cristóbal Maldonado  | 2008 - 2009   | Bandera de Paraguay                       |
| Jorge Dely Valdés    | 2010 - 2011   | Bandera de Panamá                         |
| José Alfredo Poyatos | 2011 - 2013   | Bandera de Panamá                         |
| Juan Carlos Cubillas | 2013          | Bandera de Panamá                         |
| Javier Wanchope      | 2013 - 2014   | Bandera de Costa Rica                     |
| Leonardo Pipino      | 2014 - 2017   | Bandera de Argentina                      |
| Nelson Gallego       | 2017 - 2018   | Bandera de Colombia                       |
| Jorge Dely Valdés    | 2018 - 2019   | Bandera de Panamá                         |
| Julio Dely Valdés    | 2019 - 2020   | Bandera de Panamá                         |
| Saúl Maldonado       | 2020-2021     | Bandera de Uruguay · Bandera de Venezuela |
| Ángel Sánchez        | 2021-2022     | Bandera de Venezuela · Bandera de España  |
| Jorge Dely Valdés    | 2023-presente | Bandera de Panamá                         |

### Cuerpo técnico
| Cuerpo Técnico     | Cuerpo Técnico                     | Cuerpo Técnico          | Cuerpo Técnico  |
| ------------------ | ---------------------------------- | ----------------------- | --------------- |
| Entrenador:        | Jorge Dely Valdés                  | Asistentes técnicos:    | Bandera de ?    |
| Preparador físico: | Natanael Noronha                   | Preparador de arqueros: | Ángel Williams  |
| Médico:            | Luis Sevillano                     | Delegado:               | Gabriel Estrada |
| Fisioterapeuta:    | Lisbeth Vallecilla Milagros Rivera | Utileros:               | Javier Vázquez  |

## Palmarés
Campeonatos oficiales:
- Campeonato Sub-20 de la Concacaf (2): 2002 y 2005 (Campeón de Grupo)
- Subcampeón: 2015
- Cuarto Lugar: 2011
- Campeón del torneo eliminatorio sub-20 de la UNCAF; El Salvador 2014

Torneos amistosos:
- Campeón del Dallas Cup 2022
- Campeón del Torneo Maurice Revello de 2023